# Шірін Буклі
Шірін Буклі (24 січня 1999 , Арамон ) — французька дзюдоїстка, чемпіонка та бронзова призерка Олімпійських ігор 2024 року, триразова чемпіонка Європи, призерка чемпіонату світу.

## Виступи на Олімпіадах
| Олімпіада  | Дисципліна      | Місце |
| ---------- | --------------- | ----- |
| Токіо 2020 | до 48 кг        | 17=   |
| Париж 2024 | до 48 кг        | 3     |
| Париж 2024 | змішана команда | 1     |